# مجوز موقت (فیلم)
مجوز موقت (انگلیسی: Hall Pass) فیلمی آمریکایی به کارگردانی بابی فارلی است که در سال ۲۰۱۱ منتشر شد. اتفاقات این فیلم در جورجیا تصویربرداری شده است. ماجرای این فیلم راجع به دو مرد متأهل است که از زندگی مشترک با همسرانشان خسته شده‌اند.

## بازیگران
- اوون ویلسون
- جیسون سودیکیس
- جینا فیشر
- کریستینا اپل‌گیت
- آلیسا میلانو
- جوی بیهار
- استیون مرچنت
- جی. بی اسموو
- ریچارد جنکینز
- الکساندرا داداریو
- ونسا اِینجل
- لری جو کمبل
- مگان جوی